# История ФК «Ньюкасл Юнайтед» (1919—1989)
Данная статья описывает историю английского футбольного клуба «Ньюкасл Юнайтед». В статье рассказывается о довоенном и послевоенном периоде.

## Довоенные годы: 1919—1939
Первое десятилетие после мировой войны было также полно памятных событий. В 1924 году «Ньюкасл» вновь завоевал Кубок Англии, обыграв бирмингемскую «Астон Виллу» (2:0). Это был всего лишь второй финал, проходивший на легендарном «Уэмбли».
В сезоне 1926/27 «сороки» пришли к четвёртому — и последнему на сегодня — чемпионству в истории. Капитаном этой команды был великий Хью Галлахер — шотландец по национальности, он установил рекорд клуба по среднему числу голов за игру. Также джорди вели вперед Нейл Харрис, Стэн Сеймур и Фрэнк Хадспет. Сеймур будет важной фигурой для «Ньюкасла» на протяжении следующих сорока лет — как игрок, а затем тренер и директор.
В 1932 году «Ньюкасл» вновь вышел на «Уэмбли» на финал Кубка. Тогда «сороки» переиграли «Арсенал» со счетом 2:1, а победный гол был забит после того, как мяч уже покинул пределы поля. Решение судьи засчитать его породило споры, отголоски которых не утихают по сей день. Сам финал 32-го года принято называть «зачертным» финалом (англ. "Over the Line" Final).
Гордостью «Ньюкасла» этих лет были Сэмми Уивер и Джек Аллен, а также первый в истории высшего дивизиона играющий тренер из Шотландии Энди Каннингем. Но вскоре дела джорди начали стремительно ухудшаться, и в 1934-м команда покинула первый дивизион. Тем не менее, это не помешало ей в том же сезоне разгромить по ходу одной недели «Ливерпуль» (9:2) и «Эвертон» (7:3). Процесс возвращения «сорок» в элиту английского футбола пришёлся на послевоенные годы, когда в совет директоров вошёл Стэн Сэймур — некогда звездный полузащитник «чёрно-белых». Именно он заложил фундамент будущих побед.

## Лига военного времени: 1939—1946
В связи с наступлением войны регулярный розыгрыш Чемпионата Англии был отменён: массовые мероприятия запрещались, а большие скопления людей на стадионах могли стать серьёзной угрозой их безопасности. К тому же некоторые футболисты завершили свою карьеру, чтобы стать добровольцами на фронте. В этот период в Англии действовала альтернативная Лига военного времени, матчи которой и Правительство, и Футбольная ассоциация классифицировали как товарищеские и не включаются в официальную статистику клубов и игроков. В связи с этим их часто отменяли — во избежание длительных и опасных переездов по стране либо из-за нехватки игроков.
«Ньюкасл» не смог завоевать ни одного трофея Лиги. Зато именно на эти годы приходится дебют ещё одной легенды клуба — Джеки Милберна. В 1943 году он впервые надел полосатую футболку в игре против «Челси» и забил в этом матче шесть мячей. За три следующих года в Лиге Милберн довел число своих голов до 38 и, в конечном счете, стал вторым бомбардиром в истории «сорок».

## Послевоенные годы: 1946—1961
На момент окончания войны Стэн Сэймур оставался тренером клуба, и все дела строились вокруг него. Он был убежден, что «сороки» обладают звёздным составом, в котором блистали как местные таланты (Джеки Милберн, Бобби Ковелл, Эрни Тейлор), так и приглашенные футболисты Хорхе Робледо, Бобби Митчелл, Джо Харви, Фрэнк Бреннан)
Первые послевоенные годы «Ньюкасл» провел во втором дивизионе. Однако болельщики, соскучившиеся по футболу, не переставали заполнять стадионы, и время от времени джорди радовали их фееричной игрой (Так, в 1946 году была одержана самая внушительная победа в истории Лиги — 13:0 над «Ньюпорт Каунти»). Выйдя на поле в этом матче, Лен Шеклтон забил 6 мячей, установив ещё один рекорд клуба.
При ошеломительной поддержке фанатов «сороки» вернулись в высший эшелон уже в 1948 году. Средняя посещаемость их игр в том сезоне составила 57 000 человек — показатель, который долгое время оставался рекордным.
Впоследствии «Ньюкасл» трижды за 5 лет выиграл Кубок Англии. В 1951 году они победили в финале «Блэкпул» (2:0), спустя год переиграли «Арсенал» (1:0), а в 1955 одержали верх над «Манчестер Сити» (3:1). Джорди гремели на всю страну, как и их лидеры — англичане Джеки Милберн, Айвор Бродис, Лен Уайт, шотландцы Бобби «Даззлер» Митчелл, Фрэнк Бреннан и валлиец Айвор Оллчёрч. Но несмотря на именитый состав, в 1961 году «сороки» вылетели из первого дивизиона при неоднозначном тренерском руководстве экс-звезды «Манчестер Юнайтед» Чарли Миттена. Это был огромный удар по имиджу клуба.

## Под предводительством Джо Харви
Джо Харви, который был капитаном «Ньюкасла» в послевоенный период, уже как тренер вернул команду к жизни. Он стал настоящим преемником Стена Сеймура, и именно под его руководством «сороки» выиграли чемпионат Второго дивизиона в 1965 году. «Ньюкасл» в эти годы был очень непредсказуемым клубом, способным победить любую команду, но никогда не реализовывавшим весь свой потенциал до конца. Высшим достижением клуба при Харви будет 7-е место в сезоне 1969/70.
Команда Харви впервые квалифицировалась в Еврокубки в 1968 году и неожиданно для многих на следующий год выиграла Кубок ярмарок — турнир-предшественник Кубка УЕФА и Лиги Европы УЕФА. По пути «Ньюкасл» переиграл такие сильные команды, как лиссабонский «Спортинг», «Фейеноорд», «Сарагосу» и «Рейнджерс», а в финале по сумме двух встреч был бит венгерский «Уйпешт» — 6:2 (3:0 дома и 2:3 в гостях).
Первый раунд
| 11 сентября 1968 года                                                         | \| Ньюкасл Юнайтед \| 4:0 протокол \| Фейеноорд \| \| Джеймс Скотт 6′ · Брайан Робсон 26′ · Ринус Исраэл 42′ (авт.) · Вин Дэвис 72′ \| Голы \| \| | Сент-Джеймс Парк, Ньюкасл-апон-Тайн Зрителей: 46 348 Судья: Ханс Карлссон |
| Ньюкасл Юнайтед                                                               | 4:0 протокол | Фейеноорд                                                                 |
| Джеймс Скотт 6′ · Брайан Робсон 26′ · Ринус Исраэл 42′ (авт.) · Вин Дэвис 72′ | Голы |                                                                           |

| 17 сентября 1968 года                      | \| Фейеноорд \| 2:0 протокол \| Ньюкасл Юнайтед \| \| Ове Киндвалль 28′ · Франс ван дер Хейд 54′ \| Голы \| \| | Де Кёйп, Роттердам Зрителей: 45 000 |
| Фейеноорд                                  | 2:0 протокол                                                                                                   | Ньюкасл Юнайтед                     |
| Ове Киндвалль 28′ · Франс ван дер Хейд 54′ | Голы |                                     |

Второй раунд
| 30 октября 1968 года  | \| Спортинг Лиссабон \| 1:1 протокол \| Ньюкасл Юнайтед \| \| Жоао Педро Мораис 89′ \| Голы \| Джеймс Скотт 31′ \| | Жозе Алваладе, Лиссабон Зрителей: 9 000 |
| Спортинг Лиссабон     | 1:1 протокол | Ньюкасл Юнайтед                         |
| Жоао Педро Мораис 89′ | Голы | Джеймс Скотт 31′                        |

| 20 ноября 1968 года | \| Ньюкасл Юнайтед \| 1:0 протокол \| Спортинг Лиссабон \| \| Брайан Робсон 10′ \| Голы \| \| | Сент-Джеймс Парк, Ньюкасл-апон-Тайн Зрителей: 53 747 Судья: Герхард Шуленбург |
| Ньюкасл Юнайтед     | 1:0 протокол                                                                                  | Спортинг Лиссабон                                                             |
| Брайан Робсон 10′   | Голы                                                                                          |                                                                               |

Третий раунд
| 1 января 1969 года                                                             | \| Реал Сарагоса \| 3:2 протокол \| Ньюкасл Юнайтед \| \| Элеутерио Сантос 5′ · Мигель Анхель Бустильо 17′ · Франсиско Дж. Планас II 55′ \| Голы \| Брайан Робсон 7′ · Вин Дэвис 32′ \| | Ла-Ромареда, Сарагоса Зрителей: 22 000 |
| Реал Сарагоса                                                                  | 3:2 протокол | Ньюкасл Юнайтед                        |
| Элеутерио Сантос 5′ · Мигель Анхель Бустильо 17′ · Франсиско Дж. Планас II 55′ | Голы | Брайан Робсон 7′ · Вин Дэвис 32′       |

| 15 января 1969 года               | \| Ньюкасл Юнайтед \| 2:1 протокол \| Реал Сарагоса \| \| Брайан Робсон 2′ · Томас Гибб 26′ \| Голы \| Армандо Мартин 42′ \| | Сент-Джеймс Парк, Ньюкасл-апон-Тайн Зрителей: 56 055 |
| Ньюкасл Юнайтед                   | 2:1 протокол | Реал Сарагоса                                        |
| Брайан Робсон 2′ · Томас Гибб 26′ | Голы | Армандо Мартин 42′                                   |

Четвертьфинал
| 12 марта 1969 года                                                        | \| Ньюкасл Юнайтед \| 5:1 протокол \| Витория Сетубал \| \| Алан Фоггон 23′ · Брайан Робсон 36′, 75′ · Вин Дэвис 60′ · Томас Гибб 89′ \| Голы \| Жозе Мария Жуниор 84′ \| | Сент-Джеймс Парк, Ньюкасл-апон-Тайн Зрителей: 57 662 Судья: Курт Лидберг |
| Ньюкасл Юнайтед                                                           | 5:1 протокол | Витория Сетубал                                                          |
| Алан Фоггон 23′ · Брайан Робсон 36′, 75′ · Вин Дэвис 60′ · Томас Гибб 89′ | Голы | Жозе Мария Жуниор 84′                                                    |

| 26 марта 1969 года                                                              | \| Витория Сетубал \| 3:1 протокол \| Ньюкасл Юнайтед \| \| Хоаким Леонарду Арканжу 27′ · Антониу Илидиу Петита 60′ · Эрнесту Фигейреду 66′ \| Голы \| Вин Дэвис 40′ \| | Ду Бонфин, Сетубал Зрителей: 34 000 |
| Витория Сетубал                                                                 | 3:1 протокол | Ньюкасл Юнайтед                     |
| Хоаким Леонарду Арканжу 27′ · Антониу Илидиу Петита 60′ · Эрнесту Фигейреду 66′ | Голы | Вин Дэвис 40′                       |

Полуфинал
| 14 мая 1969 года | \| Рейнджерс \| 0:0 протокол \| Ньюкасл Юнайтед \| | Айброкс, Глазго Зрителей: 75 580 Судья: Джон Адер |
| Рейнджерс        | 0:0 протокол                                       | Ньюкасл Юнайтед                                   |

| 21 мая 1969 года                    | \| Ньюкасл Юнайтед \| 2:0 протокол \| Рейнджерс \| \| Джеймс Скотт 52′ · Джон Синклер 77′ \| Голы \| \| | Сент-Джеймс Парк, Ньюкасл-апон-Тайн Зрителей: 59 303 Судья: Джон Гоу |
| Ньюкасл Юнайтед                     | 2:0 протокол                                                                                            | Рейнджерс                                                            |
| Джеймс Скотт 52′ · Джон Синклер 77′ | Голы |                                                                      |

Финал
| 29 мая 1969 года                          | \| Ньюкасл Юнайтед \| 3:0 протокол \| Уйпешт Дожа \| \| Роберт Монкур 63′, 72′ · Джеймс Скотт 83′ \| Голы \| \| | Сент-Джеймс Парк, Ньюкасл-апон-Тайн Зрителей: 59 234 Судья: Йозеф Ханнет |
| Ньюкасл Юнайтед                           | 3:0 протокол | Уйпешт Дожа                                                              |
| Роберт Монкур 63′, 72′ · Джеймс Скотт 83′ | Голы |                                                                          |

| 11 июня 1969 года                | \| Уйпешт Дожа \| 2:3 протокол \| Ньюкасл Юнайтед \| \| Ференц Бене 31′ · Янош Гереч 44′ \| Голы \| Роберт Монкур 46′ · Пребен Арентофт 50′ · Алан Фоггон 74′ \| | Ференц Суса (Megyeri uti Stadium), Будапешт Зрителей: 37 000 Судья: Йозеф Хейман |
| Уйпешт Дожа                      | 2:3 протокол | Ньюкасл Юнайтед                                                                  |
| Ференц Бене 31′ · Янош Гереч 44′ | Голы | Роберт Монкур 46′ · Пребен Арентофт 50′ · Алан Фоггон 74′                        |

Финал
Первый матч
Второй матч
Состав джорди был укомплектован как никогда, а впереди всех неизменно поражала игра нового 9-го номера, который с самых ранних времен занимали голеадоры «сорок». Тогда это был валлийский гигант Вин Дэвис, который выступал в связке с Брайном «Попом» Робсоном.
За годы правления Харви воспитал и других талантливых игроков, которые радовали своей игрой болельщиков «Ньюкасла». Такие футболисты, как Джон Тюдор, Джимми Смит, Тони Грин, Терри Хиббитт и Малколм Макдональд стали любимцами публики тех лет. Макдональд по прозвищу «Супермак» — наиболее популярная фигура в том «Ньюкасле», по-прежнему занимает место в памяти болельщиков. Дерзкий, надменный и уничтожающий все на пути к цели, он возглавлял атаку «сорок» в розыгрыше Кубка Англии 1974 года, где они дошли до финала и уступили «Ливерпулю» с неожиданно разгромным счетом 0:3. Этот факт вкупе с полным отсутствием успехов в следующем сезоне привели к отставке Харви.
Его место занял приглашенный из «Блэкберн Роверс» Гордон Ли. Вопреки посредственному сезону 1975/76, тот вывел «сорок» в единственный в истории клуба финал Кубка Футбольной лиги, который был проигран «Манчестер Сити» (2:1).
За этим последовала противоречивая продажа Макдональда в «Арсенал». Впрочем, это не помешало «Ньюкаслу» провести один из самых впечатляющих чемпионатов за последнее время: к Рождеству «сороки» были в лидерах турнирной таблицы, но финишировали только пятыми. Во многом это произошло потому, что в начале 1977-го Ли ушёл в «Эвертон», и его заменил Ричард Диннис, у которого практически отсутствовал опыт, но за которого выступили сами игроки. «Сороки» финишировали на пятом месте, которое гарантировало им выступление в Кубке УЕФА. Но своим шансом они так и не воспользовались, уступив французской «Бастии». Это поражение вместе с десятью подряд проигрышами в чемпионате предопределили судьбу Динниса. На смену ему был призван Билл Макгарри, который не уберег «Ньюкасл» от нового вылета в статистически худшем сезоне в истории. «Сороки» не опустились на последнюю строчку лишь благодаря лучшей разнице забитых и пропущенных мячей в сравнении с «Лестер Сити».

### Падение и новый взлёт (1978—1984)
Макгарри остался на посту главного тренера, но после двух невразумительных сезонов и слабого старта в 1980-м был также уволен. Его заменил Артур Кокс, вернувший «сорок» в высшую лигу. Одним из футболистов, которые участвовали в этом возвращении, оказался великий Кевин Киган: он перешёл в состав «чёрно-белых» после сенсационной сделки 82-го.
Футбол, вдохновленный Киганом, захватил Тайнсайд, и «Юнайтед» ворвался в первый эшелон. На пути к победам Кигана поддерживали тогда ещё молодые Питер Бирдсли и Крис Уоддл, а также ветераны клуба, включая Терри Макдермотта с Дэвидом Маккрири. Однако вскоре «Ньюкасл» ощутил новую встряску: Кокс не смог договориться с руководством клуба о продление контракта, и Артур перешёл в «Дерби Каунти», как раз вылетевший из топ-лиги.

## Назад, в элиту, и обратно (1984—1989)
В этот период в «Ньюкасле» начинается профессиональная карьера одного из самых ярких британских талантов Пола «Газзы» Гаскойна. Во главе команды становится Джек Чарльтон, которого, вскоре заменяет Вилли Макфол. «Сороки» только начали возвращаться к былому футболу, как последовала продажа лучших игроков (Бирдсли — в «Ливерпуль», Уоддла с Гаскойном — в «Тоттенхэм Хотспур»), и клуб начало лихорадить. Положение усугубилось акционерной войной за контроль над правлением. Результат этих событий был более чем ожидаемым: Макфола уволили за провальное начало сезона 1988/89, а сменивший его Джим Смит так и не вдохнул в коллектив новую жизнь. Итог — последнее место в турнирной таблице.